# Laboratori Elettrotecnici Società Anonima
La LESA, acronimo di Laboratori Elettrotecnici Società Anonima, è stata una azienda italiana in attività tra il 1929 e il 1972 nel campo della produzione di materiale elettrico frazionario. Il suo marchio era composto dalla parola LESA in caratteri maiuscoli corsivi dapprima, e successivamente stampatelli, di fantasia.
Nel suo periodo di maggior espansione, in relazione ai criteri merceologici, ovvero sulla base delle linee di prodotto, la ripartizione tecnicamente più indicativa era: componenti (motori elettrici, i potenziometri a carbone e a filo, le cartucce piezoelettriche pick-up, giradischi,  cambiadischi e meccanismi per registratori o riproduttori a nastro magnetico), fonografia, piccoli elettrodomestici, registratori e riproduttori a nastro magnetico. I componenti elettronici erano destinati all'industria di settore, impiegati in prodotti propri e di altri assemblatori, mentre gli oggetti finiti destinati al commercio, quali apparecchi fonografici e piccoli elettrodomestici. Erano marchiati Lesa.
Il settore per cui è stata più conosciuta presso il grande pubblico è stato comunque quello dei giradischi portatili (fonovaligie e mangiadischi).
Dal 1972 fino al 1984 un ramo dell'azienda - gestito su delega di GEPI da Seimart inizialmente, e successivamente scorporato con il nome di Panta -  ha proseguito la sola attività di produzione apparecchi fonografici. Dal 1972 il marchio Lesa non è stato più utilizzato.

## Storia

### Nascita ed espansione: gli anni trenta
Fondata dall'imprenditore Nello Meoni e dal tecnico Luigi Massaroni come impresa artigiana nel 1929, la società iniziò la propria attività in corso Italia, a Milano con la denominazione sociale "Laboratori Elettrotecnici di Luigi Massaroni". Nel 1930 divenne società per azioni ed assunse la nuova denominazione "Laboratori Elettrotecnici Società Anonima" (L.E.S.A.)" trasferendo la produzione nei più ampi locali di via Cadore 43, sempre a Milano. Nel 1939 la LESA inaugurò lo stabilimento di via Bergamo 21 ed ai motori e rivelatori si aggiunse anche la produzione di potenziometri e piccolo macchinario elettrico rotante.

### Gli anni del dopoguerra
Sopravvissuta alla prematura scomparsa - nel 1940 - di uno dei soci fondatori (Luigi Massaroni) ed ai pesanti bombardamenti del 1943 che danneggiarono gravemente la sede della produzione, la LESA iniziò la ricostruzione, ampliando poi gli stessi impianti produttivi ed aprendo anche nuovi stabilimenti: a Tradate (1950, con 800 dipendenti) per l'hi-fi ed i componenti, e a Saronno (1959) per gli elettrodomestici, con una forza lavoro complessiva che superava le duemila unità. La produzione negli stabilimenti decentrati, oltretutto, permetteva di superare le difficoltà causate, nelle operazioni di precisione, dalla polvere e dalle vibrazioni presenti nella sede di Milano, che divenne - nel tempo - principalmente centro studi e ricerche e amministrativo. Nel frattempo divenne dapprima società collettiva ed in seguito -nel 1946 -  di nuovo s.p.a. con la nuova ragione sociale "LESA Costruzioni Elettromeccaniche".

### Gli anni cinquanta

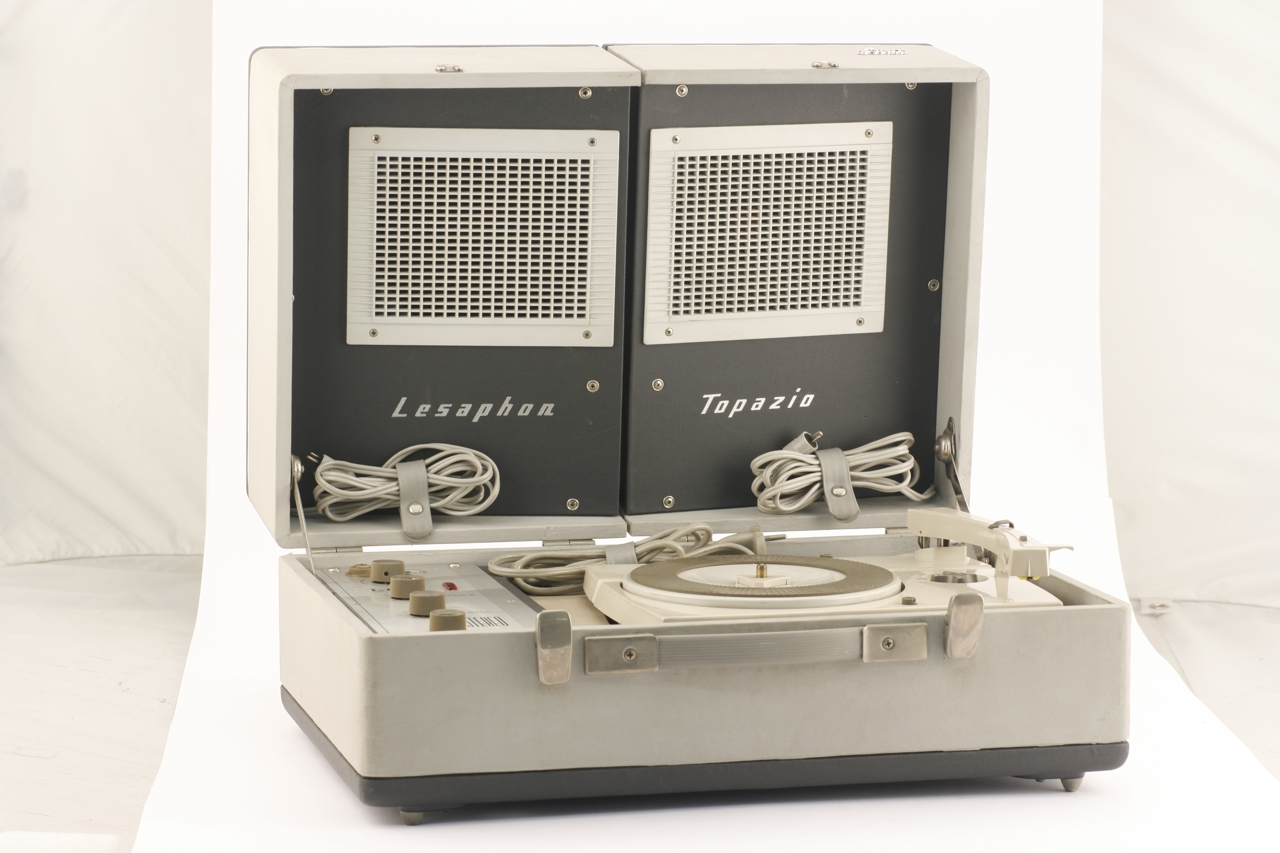
Giradischi Lesaphon Topazio, collezione del Museo nazionale della scienza e della tecnologia Leonardo da Vinci, Milano.

Nel 1950 venne depositato il marchio definitivo, costituito dalla scritta in stampatello attraversata da un fulmine.
Negli anni cinquanta, l'espansione commerciale avvenne con l'avvicinamento al territorio, mediante l'apertura di filiali commerciali che fungessero anche da centro di riferimento per la distribuzione e l'assistenza ; nel 1966 - periodo di massima espansione -  vi sarebbero state  "rappresentanze regionali" a Torino, a Genova,  Padova,  Firenze,  a Roma, a Napoli,  Bari, Palermo,  ed a Catania. Agenti erano anche a Monfalcone, Ancona e Cagliari. L'ingrandimento della rete incluse anche l'estero, con la presenza di grandi filiali commerciali e tecniche. Furono progressivamente aperte consociate che avrebbero coperto, nel periodo di massimo splendore, i diversi paesi (la Lesa Deutschland G.m.b.H. inizialmente a Francoforte, Untermainkai 82 e poi a Friburgo, Wiesentalstrasse 1,  la Lesa France S.A.R.L. a Lione, la Lesa Electra S.A. a Bellinzona, la Lesa of America Corp. a New York, al 32-17 della 61 strada, Woodside 77 e altri uffici regionali).
La produzione continuava ad essere divisa fra componenti elettronici e oggetti finiti, pronti per la vendita al pubblico. È il decennio nel quale l'azienda - dopo aver prodotto giradischi e meccanismi per altri - entrò nel mercato della fonografia con prodotti completi propri. Se i primi giradischi LESA mod. VE1 erano stati commercializzati nel 1940, con il progetto - nel 1948 - del primo cambiadischi mod.CADIS, (entrambi con la sola velocità 78 giri/min), dal 1950 furono prodotti i giradischi PS1 che davano la possibilità di selezionare una delle tre velocità 33, 45 e 78 giri/min attraverso un sistema di pulegge manuali. Gli MT3 con cambio velocità realizzato mediante albero motore gradinato - immessi sul mercato nel 1952 unitamente al cambiadischi CD1 - superarono questi limiti. Fra le prime del decennio, infatti, grazie ai continui contatti con l'estero, il management della Lesa aveva compreso come l'avvento - anche in Europa - del formato 45 giri (a fianco del 33 giri), avrebbe portato ad una rivoluzione epocale. Le grandi case discografiche dell'epoca (quali la RCA Italiana) stavano sostituendo gli impianti per l'incisione su 78 giri con i più moderni macchinari per 33 e 45 giri, in arrivo - usati - dagli Stati Uniti. Gli stessi juke box venivano sostituiti con quelli a 45 giri. Era necessario farsi trovare pronti all'incremento della richiesta di apparecchi portatili, soprattutto legati alla richiesta di musica rock e pop da parte delle fasce più giovani della popolazione. Per questo, registrando già nel 1953 - come Lesa Costruzioni Elettromeccaniche -  il marchio Lesaphon per complessi fonografici (fonovaligie più o meno grandi, con o senza cambiadischi o sintonizzatore, magnetofoni), presto sviluppò meccaniche dedicate ai soli formati 33/45 giri.
Fu in questo periodo che la Lesa seppe adeguarsi a realtà più avanzate dell'Italia per design e tecnica; la LESA of America iniziò a chiedere - oltre a prodotti di miglior design - una riduzione delle dimensioni d’ingombro e prodotti utilizzabili in ambito hi-fi. Il primo risultato di tali indicazioni fu il cambiadischi CDE - lanciato nel 1960 - ed utilizzato in seguito anche per i prodotti di alta fedeltà quali il PRF-6. Contestualmente, negli anni sessanta, la Lesa dovette impostare il disegno e l'efficienza dei propri prodotti - anche economici, quali i mangiadischi  - allineandosi agli standard americani, ai quali dovette adeguarsi anche per organizzazione aziendale strutturata attraverso ricerche di mercato, piani di lavoro, aggiornamento continuo e uno stringente controllo qualità.
Nella seconda metà del decennio, vennero depositati anche i marchi per una serie di elettrodomestici, ventilatori, aspirapolvere, tostiere, spazzole elettriche aspiranti (quali la spalesina - kleenette, lanciata nel 1957) ed iniziò la loro commercializzazione.

### Gli anni sessanta

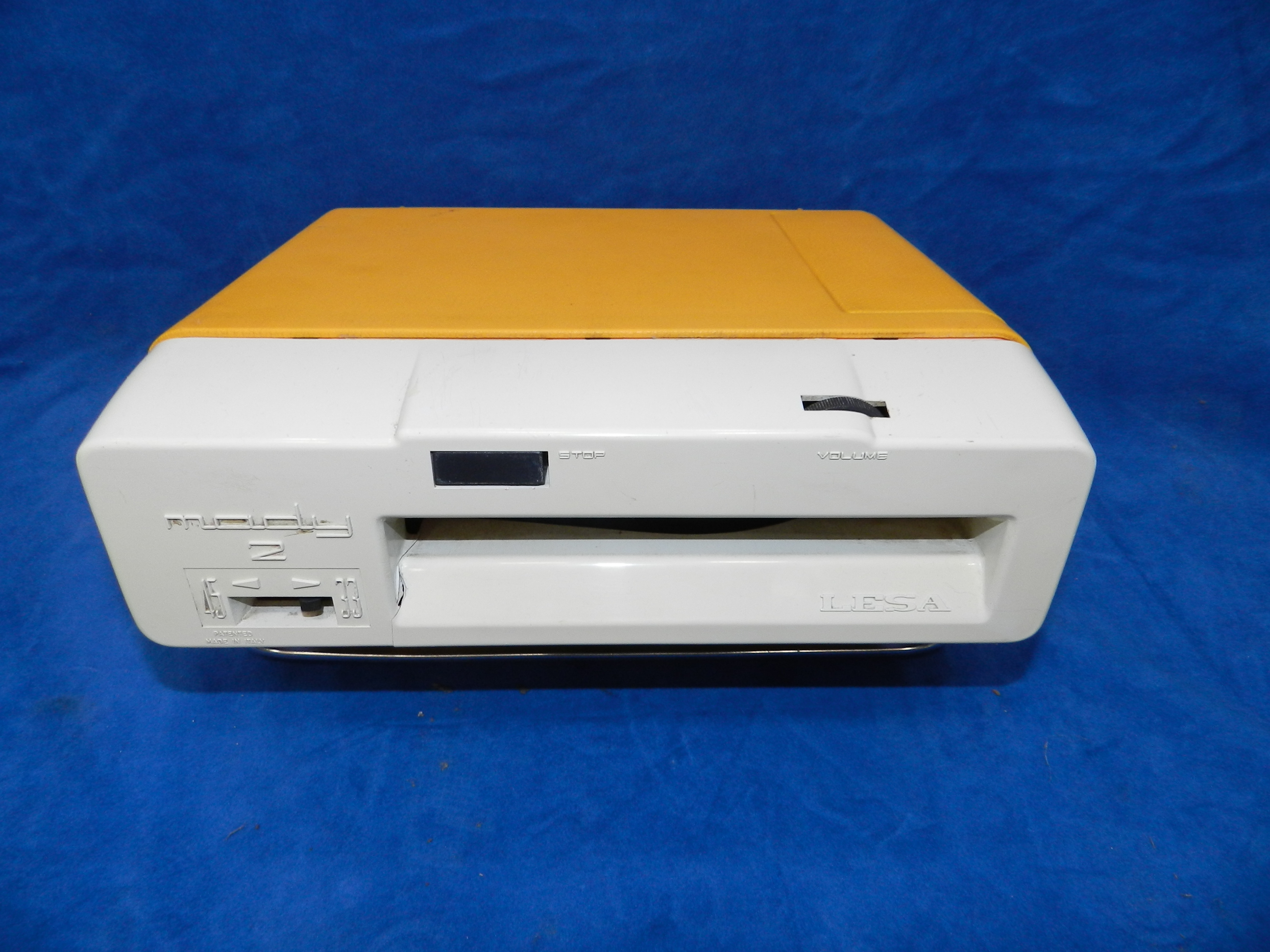
Mangiadischi Lesa Mady 2, 1968

Negli anni sessanta, momento di maggiore espansione, la Lesa era ritenuta la prima industria italiana nel settore della componentistica, sia per l’alta qualificazione acquisita, sia per l’entità della produzione che consentiva di soddisfare il 60% del fabbisogno nazionale oltre a notevoli forniture all’estero. Nello stesso periodo la Lesa produceva circa 10 milioni di potenziometri, oltre 400 000 giradischi e 100 000 cambiadischi. Il settore fonografico rappresentava la parte più nota della produzione LESA ed alimentava il 60% del suo fatturato. Forniva componenti e meccanismi interni da inserire in mobili multifunzione (bar-radio-giradischi) o in fonovaligie assemblate da altri (quali la Lisa della Crezari o i giradischi della Selezione del Reader's Digest, con meccanica Lesa o Allocchio Bacchini).
In quel periodo, oltre alle molte versioni dei riproduttori di dischi da salotto, delle fonovaligie, dei giradischi portatili, dei mangiadischi, presentati con i nomi più disparati (CD3/31 LV 85, Aldebaran, Rubino, Mady Kid, Andessy, Sagittario, Mady 3, etc) i prodotti più venduti dalla Lesa erano i registratori a nastro bobina di tipo economico;  settore già occupato dagli anni cinquanta dalla Geloso, fu insidiato dalla Lesa attraverso un collocamento nella classe superiore con la serie di apparecchi Radio Renas (quali l'NH22), sostituiti successivamente da un meccanismo “mangianastri” per le nuove audiocassette lanciate dalla Philips, come nel caso del Renas BM22. Non mancavano impianti completi con amplificatore e casse separate.
In quegli anni si espanse la produzione di elettrodomestici: aspirapolvere Lesapol, phon, tostapane. Inizia inoltre la collaborazione con il designer Giuseppe De Goetzen, che per LESA disegnerà parecchi elettrodomestici, fra i quali anche il macinacaffè Granar e il tritacarne Tritak. Numerosi furono i modelli di ventilatore da tavolo ed i primi tentativi di elettrodomestici multifunzione, quali il frullatore-macinacaffè Storlesa ed il robot da cucina Lesamak.
Se lo stesso design fu quasi esclusivamente delegato a divisioni interne di Lesa, in modo da fornire una connotazione riconoscibile all'intera produzione - sotto la guida del progettista Mario Biancardi - nel corso del decennio Lesa seppe adattarsi ai mutamenti di stile, nei vari settori commerciali - anche all'interno dello stesso gruppo funzionale.  La serie di mangiadischi, ad esempio - che, a differenza delle fonovaligie, limitavano al massimo le parti in movimento e le operazioni da compiere - si evolvevano seguendo i gusti del pubblico: la serie mady, ad esempio, attraversò gli anni sessanta nelle sue varie evoluzioni (Mady , Mady 2, 3, Mady Rad 121/R con sintonizzatore radio) arrivando fino all'ingresso negli anni settanta (Mady Kid) mutando linee e colori. Gli stessi marchi identificativi delle varie collezioni vennero ideati e depositati in modo da distinguere nettamente le diverse tipologie di prodotti, distanziandole dal nome dell'azienda, in una quantità tale da lasciarne molti poi inutilizzati. La Lesa puntava molto anche sulla pubblicità sia nelle riviste, che in televisione - attraverso la produzione di spot con la casa cinematografica "Slogan Film".
L'organizzazione aziendale era sofisticata per l'epoca. Notevolmente evolute erano state, fin dalla fine degli anni cinquanta, la ricerca e lo sviluppo tecnologico. Grazie alla divisione di compiti, era possibile arrivare dall'idea al prototipo in soli nove mesi; oltre a questo, vi era una florida brevettazione - anche oltreoceano - di nuovi sistemi elettromeccanici per gli apparecchi di riproduzione. La Lesa creò e lanciò sul mercato una serie di nuovi sistemi di testine, di amplificazione, e una nuova generazione di cosiddetti "cambiadischi", che permettevano di superare i vecchi problemi di "scattosità" dei bracci.
Nel corso del decennio LESA proseguì l'inserimento in ulteriori mercati stranieri, espandendosi ulteriormente sui mercati tedesco, francese, svizzero e statunitense, dove peraltro aveva già aperto filiali a vocazione fino ad allora solo distributiva (LESA of America, LESA Deutschland a Friburgo, LESA France in Lione e LESA Electra Svizzera, a Bellinzona), anche in funzione produttiva, con una strategia aziendale da multinazionale, di delocalizzazione in controcorrente coi tempi che vedevano i primi componenti orientali arrivare in Europa e negli USA per essere assemblata, e non viceversa. Nuove filiali venivano aperte - anche per la fornitura di componenti - in Africa (in Kenya, presso Kaplan & Stratton, advocates, P.o. box 111, Nairobi).
Si ricorda - alla fine degli anni sessanta - il lancio negli Stati Uniti del giradischi e cambiadischi Professional Six (PRF/6), progettato appositamente per la clientela americana e recensito nell'agosto 1970 dalla rivista High Fidelity come il primo esempio di alta fedeltà italiana sul mercato nordamericano. Le relazioni post vendita con la clientela erano curate - in un'ottica di fidelizzazione - con i mezzi allora disponibili. Oltre ai consueti cataloghi delle parti e dei prodotti completi, e alle brochure per i nuovi prodotti, veniva fatto stampare, fin dal novembre del 1962, un notiziario tecnico commerciale semestrale - diretta da Ettore Lucioni - e riservato alla clientela: "La vetrina".
Nel corso del decennio, poi, la proprietà dell'azienda aveva sviluppato un sistema di welfare all'avanguardia, pari solo a quello di Olivetti, e condiviso dalla Geloso: erano state stipulate convenzioni con le scuole materne per i figli dei dipendenti, e con le colonie estive per permettere a lavoratori e lavoratrici di non doversi preoccupare dell'affidamento dei figli.

### Gli anni settanta: il crollo
Il crollo avvenne - in maniera inaspettata -  a cavallo fra gli anni sessanta e settanta; iniziò infatti l'importazione in massa in Italia dei prodotti di fabbricazione giapponese, al punto che la stessa LESA dovette iniziare ad adoperarne. All'inizio degli anni settanta, al dumping causato dalla concorrenza asiatica, si aggiunse il fattore legato alle nuove mode nel consumo per cui i prodotti della casa italiana venivano percepiti come obsoleti, al punto che, improvvisamente, il numero delle vendite - fattore di sopravvivenza per l'azienda - crollò, portando ad un surplus di magazzino.
In questo periodo si pose quindi il problema di come sopravvivere. Al pari di altre aziende, ci si rese conto di come la produzione non potesse competere con quella dei giganti orientali. La LESA decise quindi di tentare un ulteriore excursus nel settore - già affrontato negli anni sessanta - dell'alta fedeltà. La concezione degli apparecchi fu stravolta: cambiarono i nomi dei prodotti, vennero introdotte nuove tecniche progettuali, nuovi design essenziali e inedite denominazioni alfanumeriche (LF 1203, SC1905, SC1905 BS, Stereo IC). Lesa mostrò di aver intuito - al pari degli asiatici - quali fossero i desideri estetici del pubblico per il decennio entrante: oggetti di design particolare, colorati, economici. All'inizio del decennio Lesa introdusse anche gli "audio centre" (quali il 6331), che includevano radio, giradischi e registratore in una forma stilizzata. In quest'ultimo settore, scomparsi i registratori a bobina, Lesa ebbe anche modo di lanciare qualche piastra a cassetta ed una serie di registratori (Lesacar A11) pensati per essere collegati alle tante autoradio con la sola sintonia montate sulle macchine, senza il bisogno di acquistare un'autoradio nuova. Molti di questi oggetti - prodotti in pochi esemplari - rimasero invenduti.
Le vendite, infatti, non ripresero. L'invenduto pesò in maniera determinante sui debiti aziendali, al punto che i dipendenti scioperarono per lungo tempo per gli stipendi arretrati. Nel Settembre 1971 la "vetrina" cessò di essere pubblicata e la proprietà tentò di salvare l'azienda cedendola al sistema delle finanziarie partecipate all'epoca creato per affrontare il problema - comune ad altre aziende - della crisi generale dell'elettronica italiana. Quest'ultimo periodo di vita della Lesa coincise con la prosecuzione di intense lotte sindacali delle maestranze, che decisero di occupare gli stabilimenti di via Bergamo e di Tradate in segno di protesta contro l'annunciata messa in liquidazione; vi furono anche manifestazioni a Milano in piazza Duomo e un'interpellanza presso la Regione Lombardia. Si giunse dapprima alla richiesta dell'amministrazione controllata e - condizione imposta dal capitale pubblico per il salvataggio dell'azienda - il fallimento, dichiarato nel 1972.

### L'intervento della Seimart ed il marchio Lesa
Per tentare di non disperdere il know how, i processi produttivi, i macchinari, e per preservare le risorse umane e gli stabilimenti, la Lesa venne acquisita dalla GEPI, Società di Gestione Partecipazioni Industriali, finanziaria pubblica creata nel 1971 allo scopo di salvare le aziende nazionali in crisi, attraverso operazioni di taglio, fusione e ricapitalizzazione pubblica. La GEPI  - non specializzata nel complesso mondo del management dell'elettronica -  decise di utilizzare la SEIMART (Società Esercizio Industriale Manifatturiere Radio e Tv), una finanziaria piemontese con soci Cassa Risparmio di Torino, l'Istituto Bancario S. Paolo, la Banca popolare di Novara, la Finanziaria Regionale Piemontese, FIAT, FINDI (Pianelli e Traversi), già costituita l'anno precedente per rilevare l'attività della fallita INFIN-Magnadyne di Torino.
La Seimart acquisì la Lesa al pari di aziende quali la Gallo Condor di Concorezzo, la Europhon e Radiomarelli, seguendo una procedura standardizzata, che portava ad un taglio dei settori ritenuti non produttivi, con accorpamento dei beni e riduzione degli stabilimenti, destinati alla ricerca ed a continuare la produzione delle aziende rilevate, trasformare in meri marchi.

### Dopo la chiusura e gli anni ottanta: il marchio Lesa utilizzato daSeimart;PantaedOptronics; Seli
Dopo aver proseguito per alcuni anni l'attività della Lesa, utilizzandone il marchio per commercializzare gli ultimi progetti della casa di Tradate (quali lo SC1901, 1904, 1905, 1906), la Seimart realizzò la non fattibilità di un incorporamento (per le dimensioni dell'azienda) o una vendita di rami della ex LESA. Ecco come, in relazione a quella che era l'azienda di Tradate, si stabilì - nel 1975 - di creare realtà minori, specializzate nei diversi settori. Ecco come quella che era la Lesa fu smembrata in Seimart elettrica, Neohm (divisione componenti) con stabilimenti - oltre che a Leini (To) - anche a Saronno, presso i capannoni della LESA. L'avventura, però, ebbe vita breve, portando alla definitiva chiusura di Saronno. A Tradate - alienato il magazzino considerato invendibile - era nel frattempo proseguita l'attività di assemblaggio e vendita di giradischi e hi-fi  (quali l'Audio Centre 6331, come produzioni Seimart a "marchio" LESA), sia delle meccaniche ancora richieste dal mercato, che degli ultimi progetti LESA; nel 1977 la Seimart si liberò definitivamente anche di tale stabilimento,  innestandovi due aziende separate, con il progetto di cederle a privati assieme ai beni aziendali per scorporazione: la Panta per l'hi-fi, che progettò alcuni nuovi giradischi a trazione diretta (la serie RPH, fra i quali il RPH-220, RPH-340 ed altri) e alcuni registratori a cassetta (la serie HD) e la Optronics, che si occupava di cristalli liquidi. Dalla seconda metà degli anni settanta, quindi, anche il marchio Lesa cessò definitivamente di essere utilizzato.
Nel 1975 , intanto, la Seimart aveva creato, presso lo stabilimento "storico" di via Bergamo, la SELI  (Società elettronica lavorazioni industriali) - orientata all'elettronica professionale - che prestò lasciò la sede storica milanese e traslocando in via Vitruvio prima,  e successivamente a Sesto San Giovanni. 
Dopo gli scorpori, il 29 giugno del 1979, la stessa Seimart fu messa in liquidazione, e le attività della Panta - le uniche ancora riconducibili al core business della LESA, pur non usandone più il nome  - furono le sole a proseguire a rilento. Nel 1984, il CIPI approvò un piano che prevedeva l'intervento della finanziaria REL (succeduta all'accoppiata GEPI-Seimart nella ristrutturazione e rilancio sul mercato dell'elettronica italiana) e di un partner privato, poi ritiratosi, per rilanciare la Panta. A quel punto, nel 1984, l'azienda cessò ogni attività produttiva, venendo posta in liquidazione dall'assemblea dei soci azionisti il 27 novembre 1985, con un procedimento che si protrasse formalmente fino al 1988.

## Loghi
Il suo marchio è stato dapprima costituito dal nome aziendale in lettere corsive unite fra loro. Negli anni cinquanta, venne ristilizzato con le quattro lettere, separate, in stampatello, attraversate da un lampo. Quest'ultimo logo campeggiava all'ingresso della sede di via Bergamo e sul lato dello stesso palazzo. Nella prima metà degli anni sessanta il logo - ristilizzato in base alle mode optical - divenne quello definitivo: le quattro lettere del nome, in stampatello. Il marchio LESA risulta oggi inutilizzato.

## Le sedi della LESA
Mentre l'edificio che ospitava lo stabilimento storico di Milano, in via Bergamo 21, è stato preservato e restaurato, ed oggi ospita Prada, poco è rimasto dell'area di Tradate, intorno alla via Carlo Poma, abbattuta per favorire l'insediamento residenziale. La stessa denominazione di via Poma, parte di un quartiere industriale, ha cessato di esistere con la nuova lottizzazione.
Lo stabilimento di Saronno - indirizzato alla produzione degli elettrodomestici - situato in via Gaudenzio Ferrari, abbandonato quasi subito dalla gestione Seimart,  è rimasto quasi inalterato; la struttura inaugurata nel 1959 è oggi sede di uffici ed enti para-statali.
In tempi recenti, alla sommità dell'edificio più alto di via Ferrari, le intemperie hanno scolorito i muri al punto da rivelare il vecchio logo aziendale con la grande scritta LESA in colore blu attraversata da un fulmine rosso.